# Escola Tosa

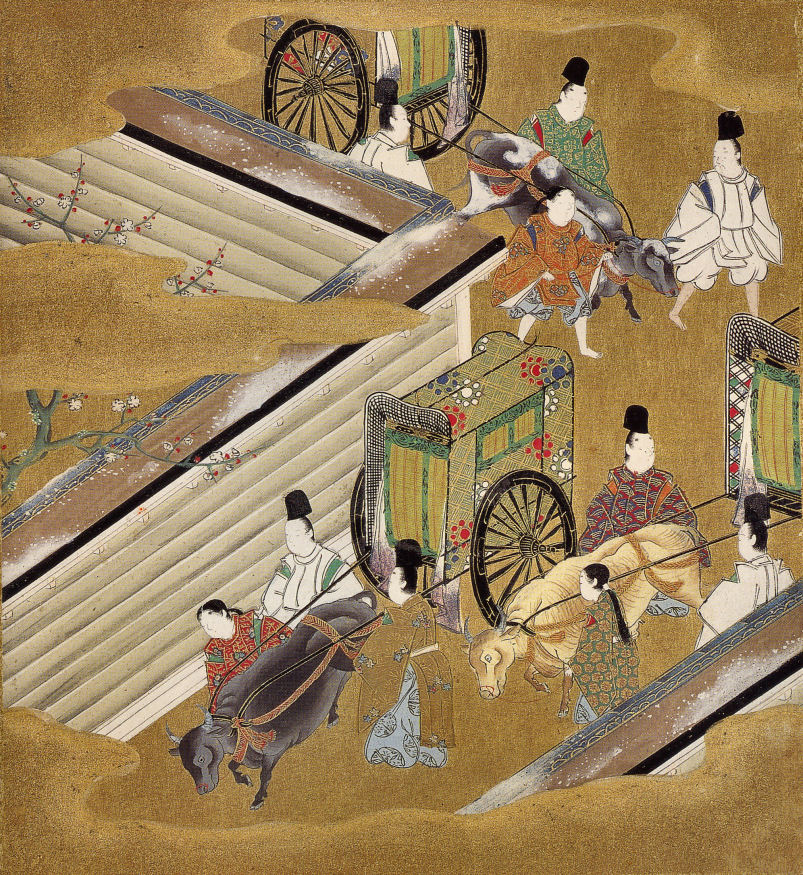
Ilustração do Genji Monogatari
ch.42 – 匂宮 Niō no Miya
Creditado a Tosa Mitsuoki (1617–1691).

A escola Tosa (土佐派, Tosa-ha) de pintura japonesa foi fundada no início do período Muromachi e era vinculada ao estilo yamato-e, com pinturas especializadas em temas e técnicas derivadas da arte antiga, opondo-se às escolas influenciadas pela arte chinesa, entre elas a escola Kanō (狩野派). Os trabalhos da Tosa são caracterizados por "áreas de cores opacas delimitadas por contornos simples, onde o traço é preciso e convencional", com temáticas narrativas que envolviam literatura e história japonesas. Tosa e Kanō, entretanto, a partir do século XVII, tiveram seus artistas a migrar de estilo, fazendo com que a distinção entre essas duas escolas e outras se tornasse pouco clara.